# Dream：梦想代表队
《Dream：夢想代表隊》（韓語：드림），為2023年上映的的韓國運動題材的喜劇劇情片，由《雞不可失》的李炳憲擔任編劇和導演，朴敘俊、李知恩主演，於2023年4月26日在韓國上映。
韓國以外的國家和地區於2023年7月25日由Netflix獨家上線，韓國於7月26日上線。

## 剧情概要
影片讲述没有概念的前足球选手洪大和没有热情的PD曉敏，以及没有房子的乌合之众国家代表队选手们，一起挑战不可能实现的梦想。

## 演員陣容

### 主要演員
- 朴敘俊 飾演 尹宏大
- 李知恩 飾演 李曉敏

### 其他演員
- 金鍾洙 飾演 金煥東
- 高昌錫 飾演 全孝峰
- 鄭勝吉 飾演 孫範守
- 李玹雨 飾演 金仁善
  - 奇恩侑 饰演 童年时期的仁善
- 梁玄敏 飾演 全文秀
- 洪完杓 飾演 永進
- 許俊碩 飾演 黃仁國
- 李河倪 飾演 丙三
- 李芝炫 饰演 真珠
- 白智媛 飾演 善子
- 李恩在 饰演 景珍／裕美
  - 朱藝琳 饰演 童年时期的景珍
- 朴亨洙 飾演 金代表
- 金明俊 飾演 昌烈
- 郑顺元 饰演 警察
- 赵优钟 饰演 嘉宾
- 金日中 饰演 《演艺中介》男MC
- 张格秀 饰演 节目导演
- 朴正杓 饰演 后援企业宣传科长
- 李海運 飾演 叢林PD
- 金南优 饰演 丛林艺人
- 賓燦昱 饰演 记者
- 尹雪 饰演 记者
- 元佑 饰演 记者
- 柳承武 饰演 日本足球选手
- 吴敏俊 饰演 地下通道里的小混混
- 朴成俊 饰演 游乐场小混混
- 南敏佑 饰演 游乐场小混混
- 朴宰哲 饰演 流浪汉足球队队员
- 韩司明 饰演 社会服务要员

### 友情出演
- 姜河那 飾演 朴成贊
- 朴明勳 饰演 开朗的记者
- 全錫浩 饰演 善子的男友
- 赵香气 饰演 《演艺中介》女MC
- 李學周 饰演 娱乐公司职员
- 韩俊宇 饰演 娱乐公司职员
- 尹志温 饰演 娱乐公司职员
- 姜斗 饰演 丛林艺人

### 特別出演
- 朴文成 飾演 足球解說員

## 製作

### 選角
2019年10月，據報導朴敘俊將出演《雞不可失》導演李炳憲的新作《Dream》。2020年1月，確認朴敘俊出演電影，而李知恩將飾演女主角。

### 拍攝
主體拍攝於2020年5月7日開始進行，預計2021年8月前往海外拍攝。

### 损益平衡点
据媒体报道，该片的制作费超过75亿韩元，损益平衡点推算约为220万观影人次，也有媒体报道为190万—200万观影人次。

## 發行
原計劃2021年上映，受COVID-19疫情影響導致海外拍攝被推遲，目前計劃2023年在韓國上映。
2023年3月14日發布首款預告海報及預告片，宣佈定於4月26日在韓國上映。韓國於6月14日起提供IPTV與VOD家庭點播服務。

### 票房
上映首日（4月26日）吸引9万3417名观众到影院观影，《對外秘密》之后韩国本土电影时隔50天再次夺得单日票房第一，放映屏数1229块。《银河护卫队3》于4月29日在韩国上映，此前《Dream》力压上周票房冠军《超級瑪利歐兄弟電影版》连续三日夺得单日电影票房第一，累计观影人次23万5291名。上映首个周末（4月28日至4月30日）动员38万1969名观众，累计观影人次53万8868名，夺得韩国本土电影周末票房第一、所有电影第二，放映屏数1200余块。第二个周末（5月5日至5月7日）适值韩国儿童节连休，同时面对《银河护卫队3》和《超級瑪利歐兄弟電影版》的竞争，《Dream》动员20万6357名观众，累计观影人次95万6526名，位列周末票房第四位，放映屏数减少至800余块。上映第16日（5月11日），累计票房突破100万观影人次。2023年在韩国上映的所有电影中第9部突破百万观影人次的电影，《交涉》之后第二部突破百万观影人次的韩国本土电影。上映第三个周末（5月12日至5月14日），动员6万1192名观众，累计观影人次107万1528名，位列韩国周末电影票房第四位，放映屏数减少至平均680余块。

## 原声带
- 发行日期：2023年4月26日

| 曲序 | 曲目                      | 演唱者／演奏者 | 时长 |
| ---- | ------------------------- | -------------- | ---- |
| 1.   | Dream（）                 | 夏賢尚         | 3:26 |
| 2.   | 与众不同的应援歌（）      | 新人类（신인류）     | 3:44 |
| 3.   | Dream（Inst.）            |                | 3:26 |
| 4.   | 与众不同的应援歌（Inst.） |                | 3:44 |
| 5.   | HEY!                      | CHOE JEONG IN  | 0:34 |
| 6.   | BIG ISSUE                 | CHOE JEONG IN  | 1:11 |
| 7.   | Homeless World Cup        | CHOE JEONG IN  | 2:08 |
| 8.   | ONE                       | CHOE JEONG IN  | 3:19 |
| 9.   | Let's Try                 | CHOE JEONG IN  | 1:46 |
| 10.  | Inside Mind               | CHOE JEONG IN  | 1:51 |
| 11.  | Qualifying Round          | CHOE JEONG IN  | 1:18 |
| 12.  | Bring It On               | CHOE JEONG IN  | 1:12 |
| 13.  | Nalanhi                   | CHOE JEONG IN  | 0:37 |
| 14.  | Leftovers                 | CHOE JEONG IN  | 1:09 |
| 15.  | First Come, First Served  | CHOE JEONG IN  | 0:40 |
| 16.  | Smile                     | CHOE JEONG IN  | 1:29 |
| 17.  | Why Why Why               | CHOE JEONG IN  | 0:59 |
| 18.  | Your Life Is Beautiful    | CHOE JEONG IN  | 2:24 |

## 外部鏈接
- 在Netflix上觀看《Dream：梦想代表队》
- NAVER上《Dream：梦想代表队》的資料
- Daum上《Dream：梦想代表队》的資料

- 韩国电影数据库（KMDb）上《Dream：梦想代表队》的資料
- Movist - Dream（页面存档备份，存于）